# Визволення Харкова від фашистських загарбників (срібна монета)
«Ви́зволення Ха́ркова від фаши́стських зага́рбників» — срібна ювілейна монета номіналом 10 гривень, випущена Національним банком України. Присвячена 70-річчю вигнання нацистських військ 23 серпня 1943 року з міста Харкова військами Степового фронту у взаємодії з Воронезьким та Південно-Західним фронтами в ході успішного контрнаступу червоноармійських військ на бєлгородсько-харківському напрямку, який завершив Курську битву.
Монету введено в обіг 21 серпня 2013 року. Вона належить до серії «Друга світова війна».

## Опис монети та характеристики
| Номінал грн. | Метал            | Маса, г      | Діаметр, мм | Якість виготовлення | Гурт                           | Тираж, штук |
| ------------ | ---------------- | ------------ | ----------- | ------------------- | ------------------------------ | ----------- |
| 10           | срібло 925 проби | 31,1 / 33,62 | 38,6        | пруф                | гладкий із заглибленим написом | 3 000       |

### Аверс
На аверсі монети розміщено: угорі півколом напис НАЦІОНАЛЬНИЙ БАНК УКРАЇНИ, під яким ліворуч малий Державний Герб України; у центрі — пам'ятник Воїну-визволителю, що прикрашає місто, під ним — рік карбування монети — «2013»; ліворуч номінал: «10/ГРИВЕНЬ».

### Реверс
На реверсі монети на дзеркальному тлі зображено композицію: зірка зі стрічки ордена Слави, у центрі якої напис «70/років», лаврова гілка і розміщено написи «ВИЗВОЛЕННЯ ХАРКОВА ВІД ФАШИСТСЬКИХ ЗАГАРБНИКІВ» (по колу) та «1943» (унизу).

## Автори

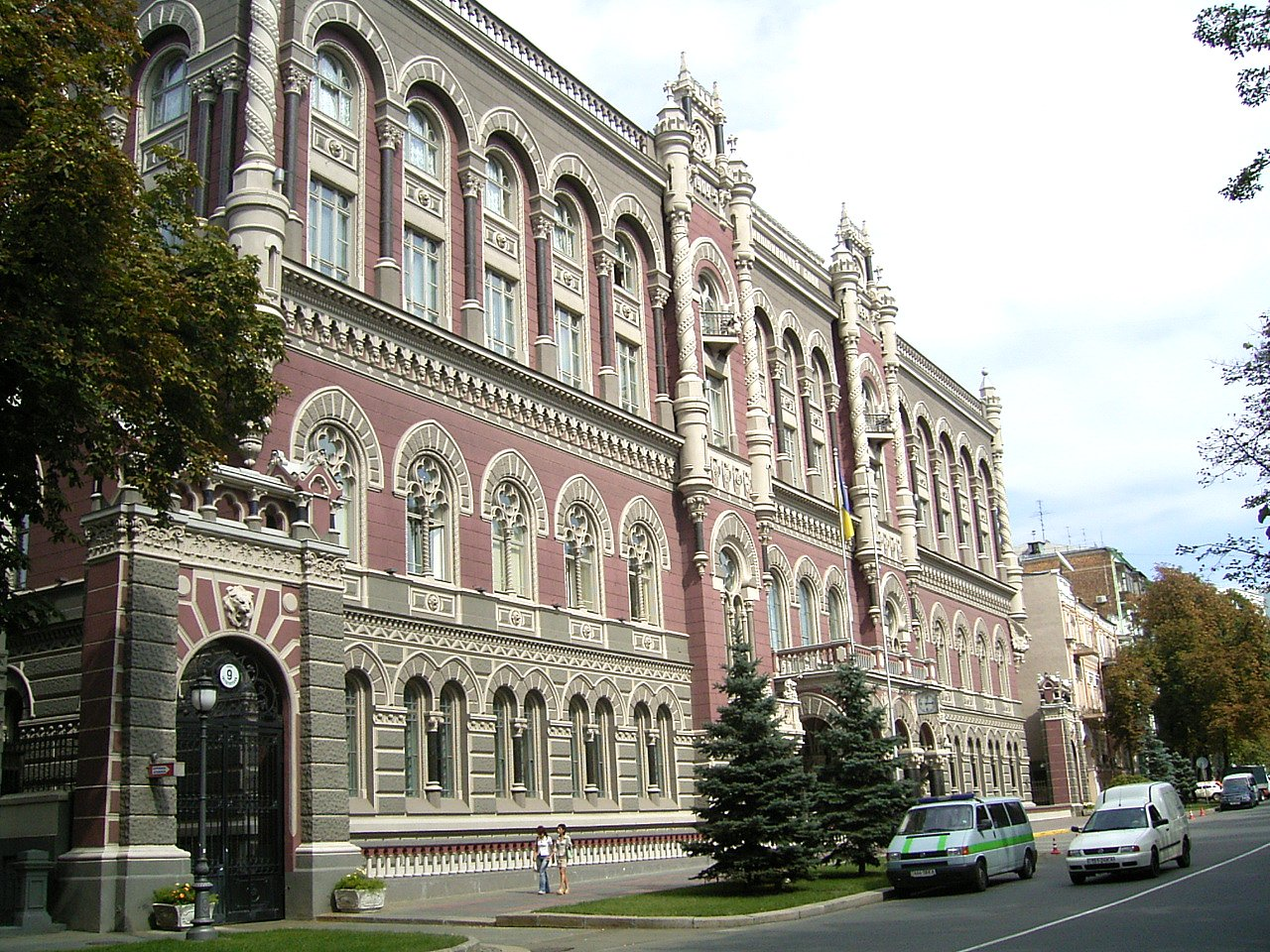
Будівля Національного банку України

- Художники: Дуденко Світлана, Іваненко Святослав.
- Скульптор — Іваненко Святослав.

## Вартість монети
Ціна монети — 606 гривень, була вказана на сайті Національного банку України у 2015 році.
Фактична приблизна вартість монети, з роками змінювалася так:
| Рік        | 2014 | 2015 | 2016 | 2017 | 2018 | 2019 | 2020 | 2021  | 2022  | 2023  | 2024  | 2025  |
| ---------- | ---- | ---- | ---- | ---- | ---- | ---- | ---- | ----- | ----- | ----- | ----- | ----- |
| Ціна, грн. | 580  | 670  | 740  | 890  | 890  | 850  | 780  | 1 200 | 1 400 | 2 000 | 3 200 | 3 200 |